# Paishons
Paishons (francès Payssous) és una comuna occitana, del departament de l'Alta Garona.